# Фузиони језици
Фузиони језици (познати и као флективни језици) су назив за један тип језика који имају заједничке структурне особине, а који не спадају нужно у исту језичку породицу нити имају територијалног додира. Флективни језици су језици у којима су граматички наставци на једној речи малобројни и један наставак има више функција. Стога се каже да су то синтетички језици код којих долази до стапања (фузије) различитих морфема у целину коју је тешко поделити. Као резултат тога, један морфем може бити носилац више од једног значења, што фузионе језике контрастира са аглутинативним језицима.
У флективне језике спада већина индоевропских језика, као и семитски језици. Словенски и балтички језици (нарочито литвански језик), као и грчки језик и санскрит, а у великој мери и јерменски језик, сачували су највећи део флексија, док су енглески и африканерски изгубили највећи део својих флексија. Енглески језик је некада био синтетичко-флективни, али данас показује одлике аналитичко-изолативног типа.

## Особине флективног типа језика
Флективни тип језика карактерише:
- слободан ред речи у реченици
- оштра подељеност на врсте речи
- синонимија и хомонимија наставака
- категорија рода
- изражени вокализам
- један наставак долази на појединачну реч

Један граматички наставак има више значења у флективним језицима као што је српски језик, док би у неком аглутинативном језику би ова значења била раздвојена оделитим наставцима. 
Примери:
- Латински: -us (у, нпр. bonus, „добар") носи значења номинатива, мушког рода и једнине. Променом једне од категорија променио би се цео наставак (пр. уколико би се мушки род заменио женским, наставак не би био -us, него -a).
- Српски:
  - -им (у, нпр. радим, спавам) носи значења садашњег времена, једнине и првог лица.
  - -(а)р (у, нпр. добар) носи значења номинатива, мушког рода и једнине.
  - -ла (у, нпр. купила) носи значење перфекта, трећег лица, једнине и женског рода.

У фузионим језицима присутне су и честе мутације фонема (гласовне промене) а није редак ни суплетивизам ("неправилност" односно непрозирност граматичких облика: неправилни глаголи и изузеци у деклинацијама и сл.).

## О подели на језичке типове
Оснивачем лингвистичке типологије сматра се Фридрих фон Шлегел јер је први употребио термине афиксални и флективни језици у свом делу „О језику и мудрости Индијаца“. У групу флективних језика сврстао је оне код којих се примећују промене у корену речи и наставцима који имају више граматичко-семантичких функција, а често се и сами стапају са кореном. Та подела се задржала и до данас, мада се језички тип више не односи само на морфолошку структуру и језици се не сврставају само у један тип.
Владимир Скаличка, чешки лингвиста Прашке школе, користећи већ постојеће термине (изолативни, флективни и аглутинативни језици), проширио је особине сваког типа. Флективни тип одликује слободан ред речи у реченици, оштра подељеност на врсте речи, синонимија и хомонимија наставака, категорија рода, изражени вокализам, један наставак долази на појединачну реч. Оваква типологија се разликује од традиционалне у следећим особинама: 1) у традиционалној типологији типови су се односили на морфологију, а овде су проширени и на друге структуре, посебно на синтаксичку; 2) немогуће је пронаћи језик који ће имати све особине једног типа, јер је сваки тип, у суштини, апстракција, али један тип доминира, и 3) класификација језика прешла је у класификацију типова.
Језици у свом историјском развоју мењају структурни тип коме припадају. На пример, јерменски језик се сврстава у флективни тип, али се све више примећују аглутинативни процеси. Висок ниво флективности присутан је и у неким аглутинативним лапонским језицима (нпр. сколт самију).Промена типа се може пратити и код језичких породица и грана. У индоевропским језицима изражено је кретање од флективног до аглутинативног или коренског типа, док је у угро-финској породици смер од аглутинативног ка флективном или полисинтетичком. За сада није утврђено да из једног типа произилази обавезно други тип, већ су све комбинације уочене.